# Skal Labissière
Skal Labissière (ur. 18 marca 1996 w Port-au-Prince) – haitański koszykarz, występujący na pozycjach silnego skrzydłowego oraz środkowego.
W 2015 wystąpił w meczu wschodzących gwiazd - Nike Hoop Summit.
7 lutego 2019 trafił w wyniku wymiany do Portland Trail Blazers.
6 lutego 2020 został wytransferowany do Atlanty Hawks. 9 grudnia dołączył do New York Knicks. Dwa dni później został zwolniony.

## Osiągnięcia
Stan na 12 grudnia 2020, na podstawie, o ile nie zaznaczono inaczej.
NCAA
- Uczestnik turnieju NCAA (2016)
- Mistrz:
  - turnieju konferencji Southeastern (SEC – 2016)
  - sezonu regularnego SEC (2016)